# ビブリオテーカ・ブレーベ賞
ビブリオテーカ・ブレベ賞（Premio Biblioteca Breve de Novela）はスペイン語の文学賞。バルセロナのセイクス・バラール社が主宰。1958年にカルロス・バラールが創設。

## 受賞者および受賞作

### 第1期
- 1958年 - ルイス・ゴイティソーロ（スペイン） 　Las afueras
- 1959年 - フアン・ガルシア・オルテラノ（スペイン） 　Nuevas amistades
- 1961年 - ホセ・マヌエル・カバリェーロ・ボナール（スペイン） 　Dos días de septiembre
- 1962年 - マリオ・バルガス＝リョサ（ペルー） 　La ciudad y los perros（『都会と犬ども』）
- 1963年 - ビセンテ・レニェーロ（メキシコ）　Los albañiles
- 1964年 - ギリェルモ・カブレラ＝インファンテ（キューバ）　Tres tristes tigres
- 1965年 - フアン・マルセー （スペイン）　Últimas tardes con Teresa
- 1967年 - カルロス・フエンテス（メキシコ）　Cambio de piel（『脱皮』）
- 1968年 - アドリアーノ・ゴンサレス・レオン（ベネズエラ）　País portátil
- 1969年 - フアン・ベネー（スペイン）　Una meditación
- 1970年 - ホセ・ドノソ（チリ）　El obsceno pájaro de la noche（『夜のみだらな鳥』）
- 1971年 - ニバリア・テヘーラ（キューバ）　Sonámbulo del sol
- 1972年 - J．レイバ（スペイン）　La circuncisión del señor solo

### 第2期
- 1999年 - ホルヘ・ボルピ（メキシコ）　En busca de Klingsor
- 2000年 - ゴンサーロ・ガルセス（アルゼンチン）　 Los impacientes
- 2001年 - フアナ・サラベール（スペイン）　Velódromo de invierno
- 2002年 - マリオ・メンドーサ（コロンビア）　Satanás
- 2003年 - フアン・ボニージャ（スペイン）　Los príncipes nubios
- 2004年 - マウリシオ・エレクトラー（チリ）La burla del tiempo
- 2005年 - エルビラ・リンド（スペイン）　Una palabra tuya
- 2006年 - ルイサ・カストロ（スペイン）　La segunda mujer
- 2007年 - フアン・マヌエル・デ・プラーダ（スペイン）El séptimo velo
- 2008年 - ジョコンダ・ベッリ（ニカラグア）　El infinito en la palma de la mano
- 2009年 - クララ・ウソン（スペイン）　Corazón de napalm
- 2010年 - ギジェルモ・サッコマンノ（アルゼンチン）　El oficinista
- 2011年 - エレーナ・ポニアトウスカ（メキシコ）　Leonora